# I Got a Boy
《I Got a Boy》는 대한민국의 걸 그룹 소녀시대의 네 번째 한국 정규 음반이다. 2013년 1월 1일 KMP홀딩스를 통해 발매되었다. 음반 발매에 앞서 2012년 12월 21일 싱글 "Dancing Queen"을 발표하였으며 타이틀곡 "I Got a Boy"는 2013년 1월 1일에 발표되었으며 뜻은 "나 남자친구 생김"이다.

## 배경
2012년 10월 멤버 서현은 《쎄시》 11월호 인터뷰에서 이번 앨범은 평소와는 많이 다르다며 일본의 싱글 "Oh!"와 앨범 준비 작업을 병행하고 있다고 밝혔다. 소녀시대는 원래 10월 말이나 11월에 한국에서 새 앨범을 발매할 예정이였지만, 일본에서 두 번째 정규 앨범 Girls' Generation II: Girls & Peace를 발매하면서 미뤄졌다. 이로 인해 일본 활동과 개별 활동에 주력했고, 한 음반 관계자는 "복귀시점이 좀 늦은 감도 있고 완벽한 음반을 만들고 싶은 바람이 있어 성급하게 컴백하지는 않기로 한 것으로 보인다"고 말했다. 2012년 11월 중순 SM 엔터테인먼트는 2013년 1월에 새 앨범을 발매한다고 발표했다. 12월 20일에는 소녀시대 공식 트위터에 신곡 선공개를 알리는 "2012.12.21.10A.M."이라는 문구를 공개했다. 트위터에 공개했던 문구에 맞춰 12월 21일 "Dancing Queen" 음원과 뮤직비디오를 공개했고, 동시에 효연의 새 앨범 티저 이미지를 공개했다. 이후 티저 이미지는 순차적으로 공개 할 예정이였지만, 다음 날 22일에 SNS를 통해 모든 티저 이미지가 유출되었다. 23일에는 펑키한 컨셉의 추가 티저컷을 공개했다. 12월 26일에는 타이틀곡 "I Got a Boy"의 티저영상이 공개되었고, 28일에는 힙합 컨셉으로 보이는 댄스 버전 티저영상을 공개했다.

## 평가
| 전문가 평가 | 전문가 평가 |
| 평가 점수   | 평가 점수   |
| 출처        | 점수        |
| ----------- | ----------- |
| 이즘        | [ 11 ]      |
| 올뮤직      | [ 12 ]      |
| 빌보드      | 70/100      |

작곡가 김형석은 트위터에 " 같은 코드 패턴에 다양한 리듬, 멋진 구성, 훅, 장르의 혼합, 소녀시대의 매력을 잘 버무린 수작"이라며 호평했다. 《빌보드》의 제프 벤자민은 '소녀시대, 'I Got A Boy': Track-By-Track 리뷰'라는 제목과 함께 "진보적인 EDM(일렉트로닉댄스뮤직), 클래식과 모던 R&B, 1980년대 풍 뉴웨이브 등 다양한 요소를 조합해 완성한 세련된 앨범이다. K-Pop 팬뿐만 아니라 다양한 대중음악 팬들을 만족시킬 것"이라고 평가했다. 더불어 MTV는 지난 3일(현지시간 기준) 공식 홈페이지에서 소녀시대 컴백에 대해 보도하며 "뮤직비디오 전체가 멋진 스타일로 꽉 차 있어, 한번 보면 그냥 지나칠 수 없다"고 극찬, 소녀시대의 개성 있고 감각적인 스타일을 소개했다. 미국 유명 음악 전문 사이트 Popdust 역시 "소녀시대가 I Got a Boy 로 가장 혁신적인 그룹이라는 타이틀을 얻었다"고 평가하는 등 소녀시대에 대한 보도가 언급되었다. 유튜브 공식 채널에 등록된 뮤비 'I Got a Boy'가 역대 K-POP 사상 최단 2,000만 뷰를 기록했다. 이전 최단 기록인 현아의 뮤직비디오 '아이스크림'의 10일 기록의 50%를 단축한 5일만에 이룩한 결과이다.

## 공연 활동

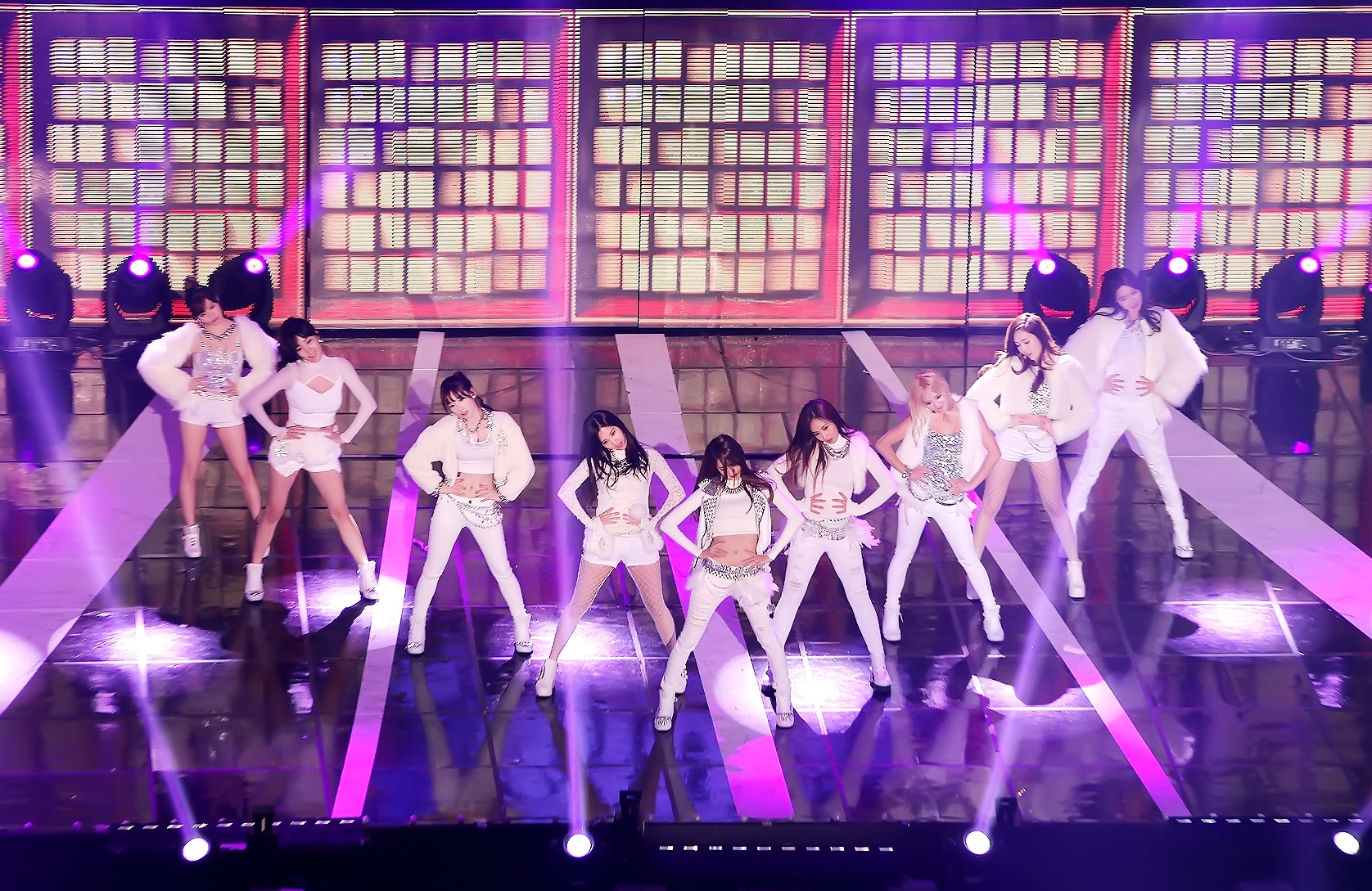
2014년 1월 24일 서울가요대상에서 〈I Got a Boy〉 공연 중인 소녀시대.

2013년 1월 1일 MBC에서는 소녀시대의 컴백을 맞이해 《소녀시대 로맨틱 판타지》라는 컴백쇼를 방영해줬다. 소녀시대는 타이틀 트랙 〈I Got a Boy〉를 비롯해 앨범 수록곡 〈Dancing Queen〉, 〈낭만길 (Romantic St.)〉과 히트곡 〈Oh!〉, 〈Gee〉, 〈The Boys〉, 〈소원을 말해봐〉 등 기존의 히트곡들도 공연했다. 공연 이외에 새 앨범의 준비 과정, 팬들과의 만남, 각자의 이상형과 로맨틱 판타지 등의 에피소드도 나왔다. 이 날 시청률은 3.8%로 빅뱅, 보아의 컴백쇼를 뛰어 넘은 수치이다.
2013년 1월 5일 오후 8시부터 9시까지 《소녀시대 V 콘서트》가 강남역 사거리 엠스테이지에서 열었다.
소녀시대 모형의 홀로그램 등을 통해 신비감과 생동감을 강화한 신개념 콘서트로 이날 강남구청의 협조 하에 진행되었으며, 네이버 뮤직을 통해 전세계 생중계됐다.
먼저 수록곡 Dancing Queen과 타이틀곡 I Got a Boy를 하였다.
소녀시대가 관객들과 인사하고 무대 옆 설치된 부스에서 ‘보이는 라디오’의 형태로 토크를 진행해 눈길을 끌었다. ‘보이는 라디오’ 에서는 I Got a Boy 앨범에 대한 이야기와 소녀시대의 비하인드 스토리와 〈소녀시대 이것이 궁금하다!〉에 대해 얘기하고 답변하고 미공개 사진이 공개되었다. 소녀시대는 생방송 덧글에 〈소녀시대 이것이 궁금하다!〉의 질문을 하면 추첨으로 소녀시대 네번째 정규 앨범을 드린다고 알렸다. 그 중, "지금 기분을 5글자로 표현한다면?" 이란 질문을 받자, 제시카가 "헐 대박사건" 이라 하여 유행어가 되기도 하였다.

## 논란
- Dancing Queen 뮤직비디오 뒤의 I Got a Boy의 티저 중, 써니가 착용한 모자에 적힌 'WELCOME MOTHERF★CKER'라는 문구 중 철자 하나를 별모양으로 바꿨지만 이는 영어권에서 사용되는 가장 심한 욕설을 연상케하고 있다는 이유 때문에 논란이 되었으나, 현재는 해당 부분이 수정되어 공개되어 있다.[22]

- SBS 인기가요에서 제시카가 I Got a Boy 헤드벵잉 안무 부분에서 다른 멤버들과 달리 약하게 하는 불성실한 모습이 보여 논란이 일었다. 그러나 이는 루머였으며,  이에 제시카는 황금어장 라디오스타에서 두통이 있었다며 해명을 했다.[23]

## 수록곡
| #            | 제목                        | 작사                           | 작곡                                                                  | 편곡                                                                 | 재생 시간 |
| ------------ | --------------------------- | ------------------------------ | --------------------------------------------------------------------- | -------------------------------------------------------------------- | --------- |
| 1.           | 〈I Got a Boy〉             | 유영진                         | Will Simms, Anne Judith Wik, Sarah Lundback, 유영진                   | Will Simms, Anne Judith Wik, Sarah Lundback, 유영진                  | 4:32      |
| 2.           | 〈Dancing Queen〉           | 윤효상, 티파니(랩), 제시카(랩) | Stephen Andrew Booker, Aimee Ann Duffy                                | 켄지                                                                 | 3:36      |
| 3.           | 〈Baby Maybe〉              | 수영, 유리, 서현               | Mich Hansen, Jonas Jeberg, Ruth Anne Cunningham, Victoria louise Lott | 임광욱                                                               | 3:43      |
| 4.           | 〈말해봐〉 (Talk Talk)      | 김태성                         | Mason Charlie, Oscar Michael G Rres, Danny Saucedo                    | Mason Charlie, Oscar Michael G Rres, Danny Saucedo                   | 2:47      |
| 5.           | 〈Promise〉                 | 모울                           | Joseph Belmaati                                                       | Joseph Belmaati                                                      | 3:16      |
| 6.           | 〈Express 999〉             | 김정배                         | 켄지                                                                  | 켄지                                                                 | 3:27      |
| 7.           | 〈유리아이〉 (Lost in Love) | 박창현                         | 박창현                                                                | 박창현                                                               | 4:00      |
| 8.           | 〈Look at Me〉              | 전간디                         | Johan Gustafson, Fredrik Haggstam, Sebastian Lundberg, Louis Schoorl  | Johan Gustafson, Fredrik Haggstam, Sebastian Lundberg, Louis Schoorl | 3:02      |
| 9.           | 〈XYZ〉                     | 서현, 유리                     | Jonathan Yip, Jeremy L Reeves, Ray Romulus, Victoria Horn             | 김태성, 김용신                                                       | 3:16      |
| 10.          | 〈낭만길〉 (Romantic St.)   | 이신성, 이찬미, 김수미         | 신혁 , Matthew Heath , Hailey Collier , DK , Jordan Kyle , 유재윤     | 신혁 , Matthew Heath , Hailey Collier , DK , Jordan Kyle , 유재윤    | 4:00      |
| 총 재생 시간 | 총 재생 시간                | 총 재생 시간                   | 총 재생 시간                                                          | 총 재생 시간                                                         | 34:19     |

- 6번 트랙 〈Express 999〉은 만화 《은하철도 999》을 모티브로 했다.

## 차트
| 차트                             | 최고순위 |
| -------------------------------- | -------- |
| 대한민국 (가온 앨범 차트)        | 1        |
| 미국 (빌보드 월드 앨범)          | 1        |
| 미국 (빌보드 탑 히트시커츠 앨범) | 2        |
| 미국 (빌보드 인디팬던티 앨범)    | 23       |
| 일본 (오리콘)                    | 7        |
| 중국 (시노 차트)                 | 13       |

| 차트                      | 최고순위 |
| ------------------------- | -------- |
| 대한민국 (가온 앨범 차트) | 1        |
| 일본 (오리콘)             | 22       |

| 차트                      | 최고순위 |
| ------------------------- | -------- |
| 대한민국 (가온 앨범 차트) | 2        |

## 발매 일정
| 국가   | 포맷            | 일정            | 레이블          | 에디션                             |
| ------ | --------------- | --------------- | --------------- | ---------------------------------- |
| 세계   | 디지털 다운로드 | 2013년 1월 1일  | SM 엔터테인먼트 | 일반반                             |
| 한국   | CD              | 2013년 1월 2일  | KMP홀딩스       | 일반반                             |
| 홍콩   | CD              | 2013년 1월 14일 | 유니버설 뮤직   | 일반반                             |
| 필리핀 | CD              | 2013년 1월 19일 | MCA 뮤직        | 일반반                             |
| 타이완 | CD              | 2013년 2월 1일  | 유니버설 뮤직   | 일반반                             |
| 일본   | CD              | 2013년 2월 6일  | 나유타웨이브    | Regular Edition (Group cover only) |

## 같이 보기
- 2013년 가온 앨범 차트 1위 목록